# Procédure d'adhésion de la Lettonie à l'Union européenne
La procédure d'adhésion de la Lettonie à l'Union européenne est la procédure qui a permis à la Lettonie de rejoindre l'Union européenne le 1er mai 2004. L'Union européenne s'est ainsi élargie à 25 États, la Lettonie étant entrée en même temps que neuf autres États.

## Historique

### Situation initiale
À la suite du référendum du 3 mars 1991, la Lettonie devient indépendante. L'indépendance est reconnue par la Commission européenne le 27 août 1991.
Le 1er janvier 1992, la Lettonie et les autres États baltes sont intégrés au programme PHARE. Le 11 mai de la même année, un accord commercial est signé entre la Lettonie et les Communautés européennes. Il entre en vigueur le 1er février 1993. Le 5 mai 1993, un autre accord sur les relations en matière de pêche est signé avec la Communauté économique européenne. Celui-ci entre en vigueur le 5 août suivant. En juin 1993, le Conseil décide de critères, les critères de Copenhague, pour les nouveaux candidats.
Le 9 mai 1994, la Lettonie adhère à l'Union de l'Europe occidentale en tant que partenaire associé. Le 18 juillet de la même année, un accord commercial est signé entre l'Union européenne et la Lettonie pour remplacer l'accord commercial du 11 mai 1992. En novembre 1994, le Conseil des ministres letton a ouvert le Bureau d'intégration européenne.
En avril 1995, la Saeima a adopté le concept de politique étrangère avec pour priorité l'intégration à l'Union et à l'OTAN. Le 12 juin 1995, le gouvernement a signé un accord d'association avec l'Union européenne.

### Dépôt et reconnaissance de la candidature
Le 13 octobre 1995, le gouvernement letton a signé sa demande d'adhésion à l'Union européenne :

« En vertu de la décision adoptée par le Parlement de la Lettonie, nous avons l'honneur de vous soumettre par la présente la demande d'adhésion de la Lettonie à l'Union européenne, conformément à l'Article O du traité sur l'Union européenne. »

— Ulmanis et Gailis 1995
Le lendemain, l'ensemble des partis politiques de la Saeima soutiennent la déclaration du président à propos de l'adhésion de la Lettonie. À la suite de ce soutien, la demande est soumise à la présidence espagnole du Conseil de l'Union européenne.
En novembre 1995, un Comité sur les Affaires européennes est établi par la Saeima. À la suite de cette demande d'adhésion, le Conseil européen de Madrid de décembre 1995 demande à la Commission européenne de préparer un avis sur les demandes d'adhésion formulés par les nouveaux États candidats.
Le 29 mars 1996, la conférence intergouvernementale convoquée lors du Conseil européen de Madrid du mois de décembre 1995 se réunit à Turin. En avril 1996, la Commission européenne soumet un questionnaire de 2000 questions au gouvernement letton, qui y répond le 26 juillet suivant.
Le 26 juin 1997, la Commission européenne publie l’Agenda 2000 dont l'avis sur l'adhésion de la Lettonie. À la suite de cet avis, le Conseil décide, le 12 décembre 1997, d'inclure l'ensemble des 11 États alors candidats dans le processus de négociation.
Le 1er février 1998, l'Accord d'association entre l'Union et la Lettonie entre vigueur,. La première réunion du Conseil d'association Lettonie-Union européenne a lieu le 23 février de la même année,.

### Négociations
Le 30 mars 1998, les négociations d'adhésion à l'Union commencent officiellement. La Commission européenne transmet le Partenariat d'adhésion aux États candidats dont la Lettonie.

### Chronologie
| Date                        | Évènement |
| --------------------------- | --- |
| 27 août 1991                | Indépendance de la Lettonie. |
| 1er janvier 1992            | Les États baltes sont inclus dans le programme PHARE. |
| 11 mai 1992                 | Accord entre la République de Lettonie et la Communauté économique européenne (CEE) sur la coopération économique et commerciale et déclaration politique. |
| 1er février 1993            | L'accord économique et commercial entre la République de Lettonie et la CEE entre en vigueur. |
| 5 mai 1993                  | Accord sur la pêche entre la République de Lettonie et la CEE. |
| Juin 1993                   | Le Conseil établit les critères de Copenhague. |
| 5 août 1993                 | Entrée en vigueur de l'accord sur la pêche entre la République de Lettonie et la CEE. |
| 9 mai 1994                  | Adhésion de la Lettonie à l'Union de l'Europe occidentale. |
| 18 juillet 1994             | Accord sur le libre-échange et les domaines liés entre la Lettonie et l'Union européenne. Remplace l'accord de 1992. |
| 11 novembre 1994            | Le gouvernement établit le Bureau d'intégration européenne. |
| Décembre 1994               | Une stratégie de pré-adhésion des nouveaux États candidats est ratifiée par le Conseil à Essen. |
| 1er janvier 1995            | Entrée en vigueur de l'accord sur le libre-échange et les domaines liés entre la Lettonie et l'Union européenne. |
| 12 juin 1995                | Signature de l'accord d'association. |
| 26 juin 1995                | Le Conseil adopte, à Cannes, le Livre blanc sur l'harmonisation de la législation dans le marché intérieur entre les États associés et l'Union. |
| 13 octobre 1995             | Le président et le Premier ministre signe une demande d'adhésion officielle à l'Union. |
| 14 octobre 1995             | Tous les partis politiques de la Saeima (6e législature) soutien la déclaration du président sur l'intégration de la Lettonie à l'Union. |
| 27 octobre 1995             | Le gouvernement de la Lettonie soumet la demande de l'adhésion à la présidence espagnole du Conseil de l'Union européenne. |
| Novembre 1995               | Un comité des affaires européennes est établi par la Saeima. |
| Décembre 1995               | Conseil de Madrid : le Conseil demande à la Commission européenne de préparer un avis sur les États candidats. Il demande aussi la convocation d'une conférence intergouvernementale pour préparer l'élargissement. |
| Février 1996                | Une délégation de la Commission européenne commence ses travaux en Lettonie. |
| Février 1996                | Le gouvernement crée le Conseil d'intégration européenne. |
| 29 mars 1996                | La conférence intergouvernementale commence ses travaux à Turin. |
| 2 avril 1996                | Premier rencontre de la commission mixte de la Lettonie et de l'Union sur l'accord de libre-échange à Riga. |
| Avril 1996                  | Soumission d'un questionnaire de 2000 questions à la Lettonie par la Commission européenne. |
| 26 juillet 1996             | Réponse de la Lettonie au questionnaire. |
| Septembre 1996              | Le gouvernement crée un centre de traduction et de terminologie. |
| 18 décembre 1996            | Le gouvernement approuve le premier programme national d'intégration de la Lettonie à l'Union. |
| Avril 1997                  | Une mission diplomatique lettone est créée à Bruxelles, séparée de la mission diplomatique au Benelux. |
| 20 mai 1997                 | Création de l'organisation non-gouvernementale European Movement - Latvia. |
| 16 juin 1997                | La conférence intergouvernementale termine ses travaux et le Conseil signe le nouveau traité à Amsterdam. |
| 26 juin 1997                | La Commission publie l'Agenda 2000 contenant son avis sur les nouveaux États candidats. |
| 26 juin 1997                | Le Gouvernement adopte un Mémorandum du gouvernement de la République de Lettonie sur l'Agenda 2000 - Avis de la Commission européenne sur la demande d'adhésion de la Lettonie à l'Union européenne et un plan d'action gouvernemental sur les améliorations du processus d'intégration letton dans l'Union.             |
| 27 octobre 1997             | Le Conseil d'intégration européenne adopte le second programme national d'intégration à l'Union. |
| 3 novembre 1997             | Un Comité parlementaire mixte Lettonie - UE se réunit à Riga. |
| 12 décembre 1997            | Le Conseil décide, à Luxembourg, d'inclure les 11 États candidats dans le processus d'élargissement. |
| décembre 1997               | Le gouvernement crée un Council of Senior Officials pour gérer et coordonner le processus d'intégration. |
| 1er février 1998            | Entrée en vigueur de l'accord d'association. |
| 23 février 1998             | Première réunion du Conseil d'association. |
| 12 mars 1998                | Première réunion de la Conférence européenne. |
| 28 mars 1998                | Adoption, par le gouvernement, du troisième programme national pour l'adhésion à l'Union. |
| 30 mars 1998                | Début officiel des négociations d'adhésion. |
| 3 avril 1998                | Première étape du processus : ouverture des chapitres de l'acquis et criblage. |
| 2-3 juin 1998               | Deuxième réunion du Comité parlementaire mixte Lettonie - UE à Riga. |
| 31 août 1998                | Premier rapport de progression de la Lettonie soumis à la Commission. |
| Septembre 1998              | La Commission publie le rapport de progression. |
| 5-6 octobre 1998            | Seconde Conférence européenne (Justice et Affaires intérieures). |
| 20 octobre 1998             | Le Gouvernement adopte une Stratégie de la Lettonie pour l'intégration à l'Union européenne. |
| 11-12 décembre 1998         | Le Conseil européen de Vienne décide de repousser les négociations d'adhésion des États de la deuxième phase d'élargissement. |
| 25-26 janvier 1999          | Troisième réunion du Comité parlementaire mixte Lettonie - UE à Bruxelles. |
| 22 février 1999             | Deuxième réunion du Conseil d'association entre la Lettonie et l'Union européenne à Luxembourg. |
| Printemps 1999              | La deuxième phase des négociations d'adhésion (la phase analytique de l'acquis) commence à Bruxelles. |
| 16 juin 1999                | La deuxième réunion du Comité d'association Lettonie-Union européenne eut lieu à Riga. |
| 1er juillet 1999            | Le rapport national des progrès de la République de Lettonie est soumis à la Commission européenne. |
| 13 octobre 1999             | La Commission européenne publie un rapport d'évaluation des progrès des États candidats. En conclusion de ce rapport, la Commission recommande l'ouverture des négociations d'adhésion avec la Lettonie. |
| 10-11 décembre 1999         | Le Conseil européen d'Helsinki décide d'ouvrir les négociations d'adhésion pour les États de la seconde phase, dont la Lettonie. |
| 31 janvier-1er février 2000 | La quatrième réunion du Comité mixte parlementaire entre l'Union et la Lettonie a lieu à Bruxelles. |
| 9 février 2000              | La Saeima adopta la Stratégie de la République de Lettonie pour l'intégration à l'Union européenne. |
| 15 février 2000             | La troisième réunion du Conseil d'association a lieu à Bruxelles. Ouverture officielle de la Conférence intergouvernementale sur l'adhésion de la Lettonie. |
| 28 mars 2000                | Les négociations d'adhésion de la Lettonie au niveau parlementaire commencent à Bruxelles. |
| 25 mai 2000                 | Les négociations d'adhésion en Lettonie continuent à Bruxelles. Les chapitres « Politique étrangère et de sécurité commune », les « Statistiques », « Éducation et formation », « Science et recherche » et « Petites et moyennes entreprises » sont provisoirement fermés.                                               |
| 14 juin 2000                | La réunion ministérielle de la Conférence d'adhésion a lieu à Luxembourg. Durant la réunion, les officiels ont confirmé l'accord atteint lors de la réunion du 25 mai. |
| 16 juin 2000                | La troisième réunion du Comité d'association Lettonie-Union se déroule à Bruxelles. |
| 3 juillet 2000              | Le rapport national de progression de la République de Lettonie est soumis à la Commission européenne. |
| 13-14 septembre 2000        | Réunions des chefs de délégation et des officiels des États candidats à Vilnius. Des représentants de la Commission européenne et de la présidence française du Conseil de l'Union y assistent. |
| 18-19 septembre 2000        | Cinquième réunion du Comité parlementaire mixte Union-Lettonie à Bruxelles. |
| 24 octobre 2000             | Nouvelles négociations d'adhésion à Bruxelles. |
| 8 novembre 2000             | La Commission européenne publie le rapport régulier d'évaluation des progrès de chaque État candidat. |
| 14 novembre 2000            | Négociations d'adhésion au niveau des vice-chefs de délégation à Bruxelles. |
| 21 novembre 2000            | Les négociations d'adhésion au niveau ministériel se déroulent à Bruxelles. Les ministres des Affaires étrangères décident de fermer provisoirement les chapitres « union économique et monétaire », « politique industrielle », « protection des consommateurs et de la santé » et « relations extérieures ».            |
| 18 décembre 2000            | Le Conseil européen de Nice ratifie le document sur la stratégie d'élargissement de la Commission européenne. Rapport préparé par le ministère des Affaires étrangères sur la mise en œuvre de la stratégie de la République de Lettonie pour l'intégration dans l'Union européenne.                                      |
| 6 février 2001              | Sixième réunion du Comité parlementaire mixte Lettonie-Union à Bruxelles. |
| 27 février 2001             | Quatrième réunion du Conseil d'association Lettonie-Union à Bruxelles. |
| 30 mars 2001                | Négociations au niveau des chefs de délégation des négociations à l'adhésion dans l'Union à Bruxelles. La Lettonie lance les négociations d'adhésion sur huit nouveau chapitres, et en ferme deux : « libre circulation des biens » et « politique culturelle et audiovisuelle ».                                         |
| 17 mai 2001                 | Nouvelles négociations au niveau des chefs de délégation. Les négociations des chapitres « libre circulation des capitaux » et « droit des entreprises » furent provisoirement clôt. Ouverture des négociations sur les chapitres « taxation » et « contrôle financier ». « Débat européen » à la Saeima.                 |
| 12 juin 2001                | Les négociations au niveau ministériel se déroulent à Luxembourg. Accords sur la fermeture provisoire de deux chapitres supplémentaires : « liberté de fournir des services » et « politique sociale et emploi ». |
| 13 juin 2001                | Quatrième réunion du Comité d'association Lettonie-Union à Riga. |
| 27 juin 2001                | Négociations à Bruxelles. Les négociations du chapitre « liberté de mouvement des personnes » furent provisoirement closes. Ouverture du chapitre « coopération en matière judiciaires et affaires intérieures ». |
| 29 juin 2001                | Soumission du rapport de progression de la Lettonie à la Commission. |
| 26 octobre 2001             | La Lettonie clôt les négociations d'adhésion sur les chapitres « union douanière » et « pêche ». |
| 13 novembre 2001            | La Commission européenne publie le rapport de progression de chaque État candidat ainsi que le document sur la stratégie d'élargissement. |
| 28 novembre 2001            | Fermeture des chapitres « politique de concurrence », « contrôle financier » et « environnement ». |
| 12 décembre 2001            | Clôture des chapitres « politique de concurrence », « pêche », « environnement », « union douanière » et « contrôle financier ». |
| 21 décembre 2001            | Clôture du chapitre « politique des transports ». |
| 19 février 2002             | Cinquième réunion du Comité d'association Lettonie-Union à Riga. |
| 22 avril 2002               | La Lettonie ferme les négociations d'adhésion du chapitre « télécommunications et technologies de l'information ». |
| 11 juin 2002                | Négociations au niveau ministériel à Luxembourg sur l'adhésion de la république de Lettonie à l’Union européenne. Fermeture des chapitres « imposition », « coordination de la politique régionale et des instruments structurel » et le chapitre « coopération en matière de justice et d'affaires intérieures ».        |
| 12 juin 2002                | Cinquième réunion du Comité d'association Lettonie-Union européenne à Bruxelles. Soumission du rapport de progression de la Lettonie. |
| 9 octobre 2002              | La Commission européenne publie le 6e rapport de progression de la Lettonie et recommande la clôture des négociations fin 2002. |
| 18 novembre 2002            | Le Conseil « Relations extérieures et affaires générales » décide de faire adhérer les nouveaux États membres le 1er mai 2004. |
| 24-25 novembre 2002         | Le Conseil européen extraordinaire de Bruxelles confirme la détermination de l'Union à conclure les négociations d'adhésion avec les dix États candidats, dont la Lettonie, les 12 et 13 décembre 2002 et la signature du traité d'adhésion en avril 2003.                                                                |
| 13 décembre 2002            | Lors du Conseil européen de Copenhague, la Lettonie conclut les négociations d'adhésion avec l'Union européenne. La signature du traité d'adhésion est prévue le 16 avril 2003 à Athènes. La date d'adhésion prévue est le 1er mai 2004.                                                                                  |
| 16 avril 2003               | La présidente Vaira Vīķe-Freiberga, le Premier ministre Einars Repše, la ministre des Affaires étrangères Sandra Kalniete et le chef des négociations d'adhésion pour la Lettonie Andris Ķesteris signent le traité d'adhésion lors d'une cérémonie à Athènes.                                                            |
| 1er mai 2003                | Les 10 États candidats obtiennent le statut d'observateur au sein des institutions de l’Union. Neuf députés lettons deviennent observateur au Parlement européen, et des représentants du gouvernement et des ministères commencent à participer aux réunions du Conseil de l’Union européenne et aux groupes de travail. |
| 18 juin 2003                | Sixième réunion du comité d'association Lettonie-Union européenne à Riga. |
| 15 septembre 2003           | L'Ambassadeur Letton auprès de l’Union européenne Andris Ķesteris soumet sa lettre d'accréditation au président de la Commission européenne Romano Prodi. |
| 20 septembre 2003           | Les citoyens lettons votent en faveur de l'adhésion lors d'un référendum. |
| 30 octobre 2003             | La Saeima ratifie le traité d'adhésion. |
| 1er mai 2004                | La Lettonie adhère à l’Union européenne. |